# Espiña
Espiña es un pequeño pueblo del ayuntamiento de Baralla, 
que pertenece a su vez a la provincia de Lugo (Galicia), en España. En la 
parroquia de la que forma parte, Pacios, además, hay otros pueblos: Airexe, Ansareo,
Lamas de Pacios, Mazaille, Pacios y A Valiña.
Tiene una escasa población que se dedica principalmente a la agricultura y ganadería. Se cultivan mayoritariamente patatas y otras hortalizas, y el ganado predominante es el vacuno, junto con cerdos y ovejas, aunque también abundan otros animales domésticos, como es el caso de las gallinas. Además, los habitantes recogen y venden manzanas y también castañas, según la época.
La casa más destacable de este pueblo es la llamada Casa de Palacio, que es considerada un pequeño palacio. Posee un escudo de armas y es de tamaño mediano; pequeña para ser un palacio, grande para ser una casa. Hay otras casas como: Casa de Verdes, Casa de Granadero, Casa de Roque, Casa de Valente... 
La vegetación es abundante, destacando robles y castaños. Hay además un pequeño río, seco la mayor parte del año, aunque lleva agua en los meses de lluvia.
Los niños de Pacios van, en su mayoría, al colegio de Baralla, llamado C.P.I. Luis Díaz Moreno, que les proporciona educación hasta 4º de la Educación Secundaria Obligatoria. Es el único centro educativo con el que cuenta el ayuntamiento.

Véase también: Baralla